# Begum Pur
Begum Pur é uma vila no distrito de North West, no estado indiano de Deli.

## Demografia
Segundo o censo de 2001, Begum Pur tinha uma população de 22 828 habitantes. Os indivíduos do sexo masculino constituem 55% da população e os do sexo feminino 45%. Begum Pur tem uma taxa de literacia de 64%, superior à média nacional de 59,5%; com 63% para o sexo masculino e 37% para o sexo feminino. 19% da população está abaixo dos 6 anos de idade.